# Medisiníssas
Medisiníssas (em grego: Μεδισινίσσας) foi um chefe tribal mouro ativo em Bizacena durante as guerras do Império Bizantino contra as tribos berberes locais. Em 534 e 535, esteve entre os senhores mouros que rebelaram-se contra a autoridade bizantina na África.
Em 534, Medisiníssas, junto dos também líderes tribais Cusina, Esdilasas e Jurfutes, derrotou os oficiais bizantinos Aigã e Rufino, tendo ele decapitado o último. Em 535, foi derrotado junto dos demais pelo oficial Salomão em Mames. Possivelmente participou da batalha de Burgaão.